# Marekerk
A Marekerk é uma igreja protestante em Leiden, localizada no Lange Mare e no canal Oude Vest. A cúpula redonda da igreja pode ser facilmente vista do Oude Vest e do Burcht van Leiden.

## História

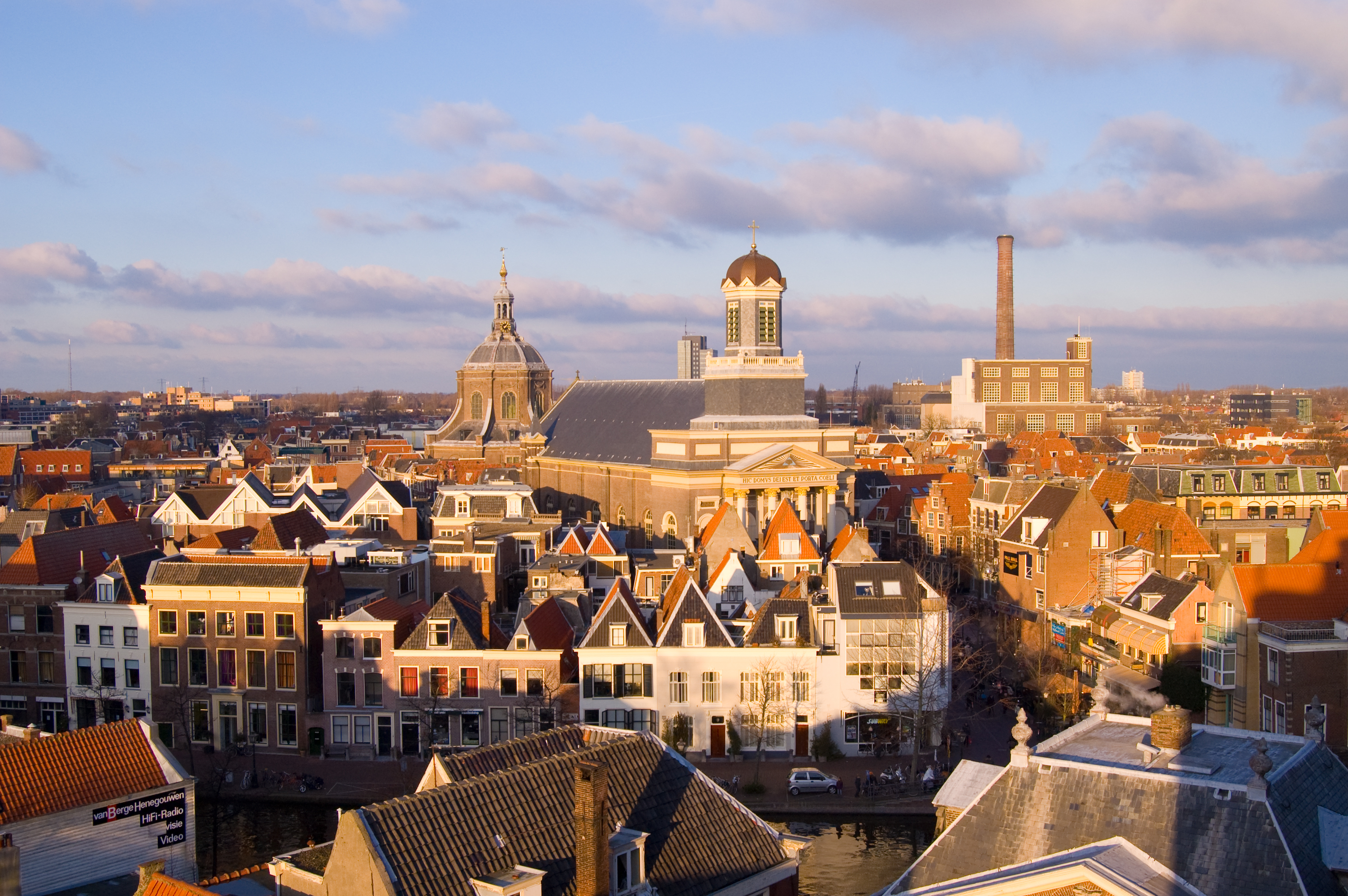
Vista de Leiden em direção ao norte. O Marekerk era o edifício mais alto no horizonte, até que a igreja católica Hartebrugkerk (centro) foi construída com uma torre mais alta em 1836.

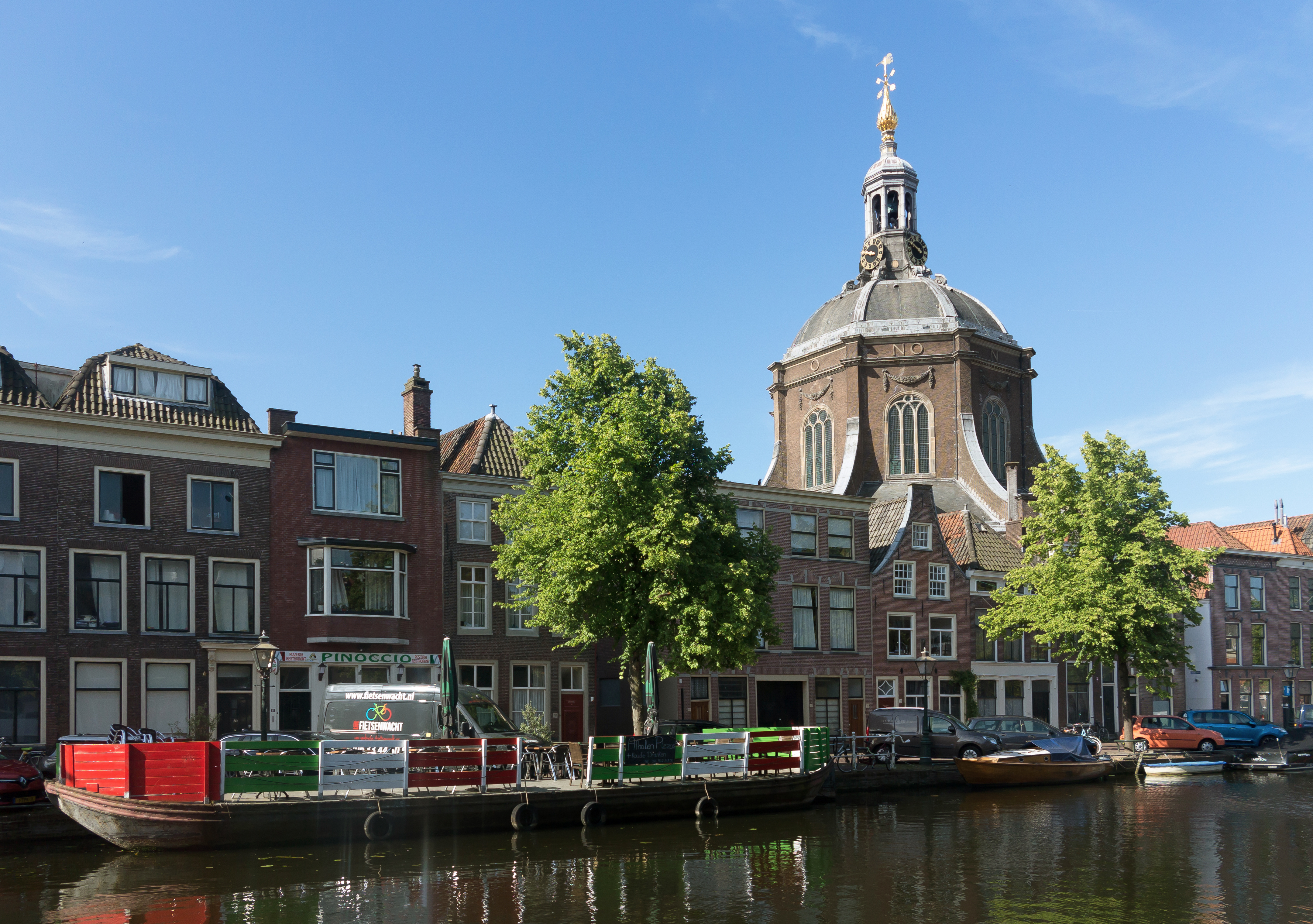
Igreja (de Marekerk) com barco no canal

A igreja foi projetada pelo arquiteto da cidade Arent van 's-Gravesande em 1639-1649, que também projetou a Bibliotheca Thysiana em Rapenburg 25. Foi uma das primeiras igrejas na Holanda projetadas especificamente para serviços religiosos protestantes. Foi inaugurado em 1649. A entrada principal foi projetada por Jacob van Campen em 1659. O órgão foi construído por Pieter de Swart por volta de 1560 para o coro da Pieterskerk e foi transferido para a Marekerk em 1733 e ampliado por Rudolph Garrels.Foi restaurado em 1966 por Flentrop Orgelbouw.
O carrilhão tem um sino de igreja de C. Wegewaert de 1647, com um diâmetro de 202,7 cm e tem um sino de Francois Hemony de 1663 com um diâmetro de 98,6 cm. O relógio mecânico na torre é de B. Eijsbouts em 1941, um mecanismo de corda elétrica foi adicionado mais tarde. 
Os serviços são realizados no domingo às 10:00 a.m. e 5:00 p.m. A igreja está aberta aos visitantes nas tardes de sábado em julho e agosto e ocasionalmente nas tardes de sábado ao longo do ano. 